# 2353 Альва
2353 Альва (1975 UD, 1926 GA, 1966 VG, 1970 SG1, 2353 Alva) — астероїд головного поясу, відкритий 27 жовтня 1975 року.
Тіссеранів параметр щодо Юпітера — 3,309.